# Masatomi Kimura
Masatomi Kimura (jap. 木村 昌福 Kimura Masatomi; ur. 6 grudnia 1891, zm. 14 lutego 1960) – kontradmirał Japońskiej Cesarskiej Marynarki Wojennej w czasie II wojny światowej.

## Młodość
Kimura urodził się w rodzinie Kondō w miejscowości Shizuoka (prefektura Shizuoka), ale wkrótce został adoptowany przez rodzinę Kimura z Tottori (prefektura Tottori) i zawsze uważał Tottori za swe miasto rodzinne. W roku 1912 ukończył studia w Akademii Cesarskiej Marynarki Wojennej ze 107 lokatą na 118 podchorążych, co nie wróżyło mu wspaniałej kariery w przyszłości.
Służbę rozpoczął stażem na krążowniku „Asama”, w czasie kurtuazyjnej podróży okrętu do Honolulu i zachodnich wybrzeży Ameryki. Po powrocie do Japonii w roku 1914 został przeniesiony na krążownik „Yakumo”. Po uzyskaniu stopnia podporucznika, służył na pancernikach „Sagami” i „Suwo”. Po odbyciu wymaganego szkolenia w zakresie broni torpedowej i artylerii okrętowej, został – pod koniec I wojny światowej – skierowany w rejon Południowego Pacyfiku. W roku 1918 otrzymał przydział do służby na pancerniku „Mikasa”.
Po uzyskaniu w roku 1920 awansu na stopień porucznika, a następnie kapitana, dowodził kolejno kilkoma kutrami torpedowymi i poławiaczami min. W 1926, już jako komandor podporucznik, objął dowództwo niszczyciela „Maki”. Później dowodził niszczycielami „Asanagi”, „Oite”, „Hagi”, „Hokaze”, „Katata”, „Atami” i „Asagiri”, 16., 21. i 8. Grupą Niszczycieli, pomocniczym okrętem-bazą wodnosamolotów „Kagu-maru”, pomocniczym tankowcem floty „Shiretoko”, a także krążownikami „Jintsu” i „Suzuya”.

## II wojna światowa
Krążownikiem „Suzuya” dowodził w chwili japońskiego ataku na Pearl Harbor i w czasie bitwy pod Midway, kiedy to brał udział w ratowaniu załogi krążownika „Mikuma”, zatopionego przez amerykańskie bombowce. 1 listopada 1942 roku Kimura został awansowany na stopień kontradmirała. Przez jakiś czas pełnił różne funkcje sztabowe, ale wkrótce objął dowodzenie 3. Dywizjonu Niszczycieli, w skład którego wchodziły okręty: „Shirayuki”, „Shikinami”, „Uranami”, „Tokitsukaze”, „Yukikaze”, „Asashio”, „Arashio” i „Asagumo”. Pod koniec kwietnia 1943 roku otrzymał rozkaz osłony konwoju 8 statków transportowych, które miały przewieźć 6900 żołnierzy 51. dywizji z Rabaulu do Lae, na Nowej Gwinei. Podczas bitwy na Morzu Bismarcka w dniach 2-5 marca samoloty USAAF i RAAF zadały konwojowi ogromne straty, zatapiając wszystkie transportowce i cztery niszczyciele. Admirał Kimura został raniony pociskami z broni maszynowej w ramię i brzuch.
Po wyleczeniu ran Kimura otrzymał rozkaz przeprowadzenia ewakuacji japońskiego garnizony wyspy Kiska w archipelagu Aleutów. Mimo gwałtownego załamania się pogody Kimura nie wycofał się i został przy Kiska aż do zabrania na pokład wszystkich żołnierzy z wyspy. Ostatnią jego akcją bojową, w grudniu 1944 roku, było przeprowadzenie konwoju z posiłkami dla wojsk japońskich walczących na wyspach Leyte i Mindoro na Filipinach.

## Ostatnie lata
1 kwietnia 1945 roku Kimura został komendantem Szkoły Broni Przeciwpodwodnych oraz Szkoły Łączności Marynarki Wojennej w Hōfu. Już po wojnie – 1 listopada 1945 – otrzymał awans na wiceadmirała, a kilka dni później przeszedł do rezerwy. Ostatnie lata swego życia spędził na spisywaniu wspomnień.
Masatomi Kimura zmarł na raka żołądka w roku 1960.